# Outlandos d'Amour
| Críticas profissionais | Críticas profissionais |
| Avaliações da crítica  | Avaliações da crítica  |
| Fonte                  | Avaliação              |
| ---------------------- | ---------------------- |
| All Music Guide        | link                   |

Outlandos d'Amour é o álbum de estreia da banda inglesa The Police, lançado em 1978.

## Visão geral
O primeiro LP foi um fracasso, devido à baixa exposição e uma reação desfavorável da BBC a seus dois primeiros singles, "Can't Stand Losing You" e "Roxanne" (sobre suicídio e prostituição, respectivamente). Como Sting descreve:
| “ | ... Nós fizemos a campanha de publicidade com cartazes sobre a forma como a BBC proibiu "Roxanne". A razão foi que houve um problema com "Can't Stand Losing You" porque na foto na capa do single Stewart aparecia em pé sobre um bloco de gelo com uma corda em seu pescoço, à espera de que o gelo derretesse. | ” |

Entretanto, a turnê de divulgação do álbum na América fez com que a banda ganhasse popularidade, em especial a canção "Roxanne", que recebeu mais atenção das rádios tanto nos Estados Unidos quanto na Grã-Bretanha por volta de abril de 1979. Quando a A&M relançou "Roxanne", a canção alcançou a 12ª posição nas paradas da Inglaterra, seguida por "Can't Stand Losing You", que chegou à segunda posição. O álbum em geral ficou na sexta colocação.
O álbum começa com "Next to You", um número punk com um solo de slide guitar, seguido por "So Lonely", uma canção de batida reggae sobre solidão. "Roxanne", sobre uma prostituta, foi escrita por Sting depois de visitar um bairro de prostituição em Paris e é uma das canções mais conhecidas da banda. Segue "Hole in My Life", outra canção sobre solidão, e "Peanuts", escrita por Sting e Stewart Copeland com uma forte influência punk. "Can't Stand Losing You" e "Truth Hits Everybody", que detalham um amor fracassado, iniciam o lado B do LP original. "Born in the 50's" relata as experiências da geração de Sting e Copeland (visto que Andy Summers nasceu em 1942). "Be My Girl - Sally" é uma combinação de uma canção inacabada de Sting com um poema de Summers sobre uma boneca inflável – uma das raras canções com Andy nos vocais. O álbum termina com a semi-instrumental "Masoko Tanga".
O Gerente de Polícia Miles Copeland III (irmão de Stewart) queria que o nome do álbum fosse Police Brutality ("Brutalidade Policial"). No entanto, depois de ouvir "Roxanne" e prevendo uma imagem mais romântica para a banda, ele propôs Outlandos d'Amour. Este título foi derivado de "Outlaws of Love", que foi fundida com a palavra "commandos" e então recebeu uma exótica sonoridade francesa. 
Em 2003, o álbum foi considerado o 434º melhor de todos os tempos numa lista da revista Rolling Stone.

## Faixas
Todas as faixas escritas e compostas por Sting, exceto onde indicado. 
| N.º            | Título                   | Compositor     | Duração |  |
| 1.             | "Next to You"            |                | 2:50    |  |
| 2.             | "So Lonely"              |                | 4:49    |  |
| 3.             | "Roxanne"                |                | 3:12    |  |
| 4.             | "Hole in my Life"        |                | 4:52    |  |
| 5.             | "Peanuts"                | Sting/Copeland | 3:58    |  |
| 6.             | "Can't Stand Losing You" |                | 2:58    |  |
| 7.             | "Truth Hits Everybody"   |                | 2:53    |  |
| 8.             | "Born in the 50's"       |                | 3:40    |  |
| 9.             | "Be My Girl - Sally"     | Sting/Summers  | 3:22    |  |
| 10.            | "Masoko Tanga"           |                | 5:40    |  |
| Duração total: | Duração total:           | Duração total: | 38:14   |  |

## Integrantes
- Sting - vocal, baixo, guitarra rítmica em "Sally" e "Roxanne"
- Andy Summers – guitarra, vocal de apoio, vocal em "Sally" e "Dead End Job", baixo
- Stu Copeland - baterias, vocal de apoio

## Músicos convidados
- Robert Fripp - guitarra solo em "Sally"

## Posição nas paradas musicais
| Parada (1979–81)                    | Melhor posição |
| ----------------------------------- | -------------- |
| Austrália (Kent Music Report)       | 15             |
| 22                                  |                |
| Países Baixos (Dutch Charts)        | 2              |
| Nova Zelândia (RMNZ)                | 6              |
| Reino Unido (Official Albums Chart) | 6              |
| Estados Unidos (Billboard 200)      | 23             |

| Parada (2016) | Melhor posição |
| ------------- | -------------- |
| França (SNEP) | 103            |

| Parada (1979)                 | Posição |
| ----------------------------- | ------- |
| Países Baixos (Album Top 100) | 9       |

| Parada (1980)                 | Posição |
| ----------------------------- | ------- |
| Países Baixos (Album Top 100) | 58      |